# Янніс Котсирас (футболіст)
Янніс Котсирас (грец. Γιάννης Κώτσιρας, нар. 16 грудня 1992, Мегалополіс) — грецький футболіст, захисник клубу «Панатінаїкос».
Володар Кубка Греції.

## Клубна кар'єра
Народився 16 грудня 1992 року в місті Мегалополіс. Вихованець футбольної школи клубу «Докса Мегалополіс».
У дорослому футболі дебютував 2011 року виступами за команду «АО Фалайсіас», у якій провів три сезони. 
Своєю грою за цю команду привернув увагу представників тренерського штабу клубу «Панаркадікос», до складу якого приєднався 2014 року. 
У 2016 році уклав контракт з клубом «Астерас», у складі якого провів наступні п'ять років своєї кар'єри гравця. 
До складу клубу «Панатінаїкос» приєднався 2021 року. Станом на 3 травня 2023 року відіграв за клуб з Афін 33 матчі в національному чемпіонаті.

## Виступи за збірну
У 2019 році дебютував в офіційних матчах у складі національної збірної Греції.
| Дата      | Місто   | Господарі | Результат | Гості    | Турнір            | Голи | Примітки |
| --------- | ------- | --------- | --------- | -------- | ----------------- | ---- | -------- |
| 30-5-2019 | Анталія | Туреччина | 2 – 1     | Греція   | товариський матч  | -    | 73'      |
| 11-6-2019 | Марусі  | Греція    | 2 – 3     | Вірменія | Відбір до ЧЄ 2020 | -    | 17'      |
| Усього    |         | Матчів    | 2         |          | Голів             | 0    |          |

## Титули і досягнення
- Володар Кубка Греції (1):

«Панатінаїкос»: 2021-2022